# Habitation Ducharmoy
L'habitation Ducharmoy, ou habitation Ducharmois, est une ancienne plantation coloniale située à Saint-Claude, sur l'île de Basse-Terre, dans le département de la Guadeloupe en France. Fondée au XVIIIe siècle comme exploitation sucrière, elle est inscrite aux monuments historiques en 2008.